# Karl Schallhas

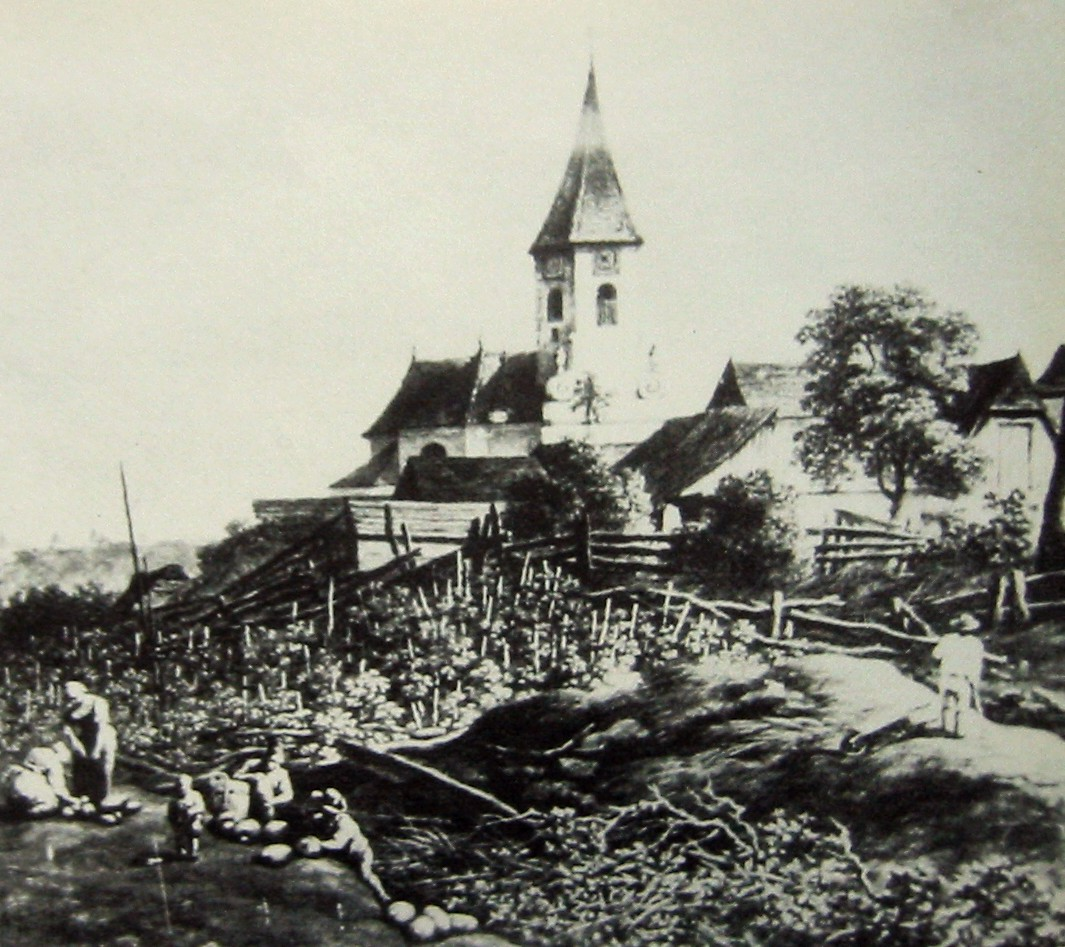
Pfarrkirche Altsimmering (1784) von Karl Schallhas

Karl Philipp Schallhas (* 1767 in Pressburg; † 21. September 1797 in Wien) war ein österreichischer Maler und Radierer.

## Leben
Er wurde in Pressburg geboren, verbrachte aber fast sein ganzes Leben in Wien. Er studierte an der Wiener Akademie der bildenden Künste und war auch als Maler aktiv in dieser Stadt tätig. Er wurde zwischen 1783 und 1786 als Schüler auf die Akademie aufgenommen und fand in seinem Professor Johann Christian Brand, einem Lehrer in Landschaftsmalerei, der einmal in Ungarn aktiv gewesen war, einen großen Förderer. Im Januar 1787 teilte sich Karl Schallhas zusammen mit Anton Troger den Kunstschulpreis, sein eigenes Gemälde basierend auf einem Thema von Gessners Idyllen. 1790 wurde er Mitglied der Akademie, bereits 1795 war er Lehrer in der Klasse für Landschaftszeichnung, 1796, ein Jahr vor seinem Tod, wurde er zum Assistenzprofessor ernannt. Er starb bereits als Dreißigjähriger im Jahr 1797.
1934 wurde die Karl-Schallhas-Gasse in Wien-Hietzing nach ihm benannt.

## Werke
Seine Ölbilder sind nostalgische Wiedergaben der Natur, häufig pastorale Szenen mit Hirten und Vieh, der malerische Ausdruck der harmonischen Beziehung zwischen Mensch und Natur, und bestechen durch eine hervorragende perspektivische Sicht. Einige seiner Werke sind im Wiener Belvedere und in der Ungarischen Nationalbibliothek in Budapest ausgestellt.
Daneben war er auch als Radierer tätig und stellte hauptsächlich Landschaften dar, namentlich Folgen von verschiedenen Gegenden Österreichs, immer nach der Natur gezeichnet oder radiert und z. T. ausgemalt, schuf aber auch Stadtansichten und Kleinbildnisse (z. B. von sich selbst).
Er gilt als Vertreter einer Übergangskunst zwischen Spätbarock und Biedermeier.